# Франц Грилпарцер
Франц Грилпарцер (на немски: Franz Grillparzer) е австрийски поет, новелист и драматург.

## Биография
Франц Грилпарцер е роден във Виена на 15 януари 1791 г. в семейството на адвокат. След като завършва гимназия, изучава право във Виенския университет. През 1813 г. постъпва на държавна служба. През 1832 г. става директор на имперския архив. През 1847 г. е избран за член на имперската Академия на науките. През 1856 г. се пенсионира с чин придворен съветник. През 1864 г. става почетен гражданин на Виена.
Годините, през които Франц Грилпарцер израства като писател, съвпадат с епохата на Френската революция и политическата дейност на Наполеон. Творческите му стремежи са повлияни от немското литературно течение „Бурни устреми“ и от класиката. Грилпарцер поддържа близки отношения с поетите Хайнрих Хайне и Лудвиг Бьорне, а също с композиторите Лудвиг ван Бетховен и Франц Шуберт.
Поради световната популярност – преди всичко на неговите пиеси – Франц Грилпарцер е определен за австрийски национален поет.

### Пиеси
- Blanka von Kastilien (1807–1809)
- Die Ahnfrau (1817)
- Sappho (1818)
- Das goldene Vlies (1819)
  - 1. Teil: Der Gastfreund
  - 2. Teil: Die Argonauten
  - 3. Teil: Medea
- Melusina (1822/23)
- König Ottokars Glück und Ende (1825)
- Ein treuer Diener seines Herrn (1830)
- Des Meeres und der Liebe Wellen (1831)
- Der Traum ein Leben (1834)
- Weh dem, der lügt! (1838)
- Libussa (1848)
- Ein Bruderzwist in Habsburg (1848)
- Esther (1848)
- Die Jüdin von Toledo (1855)

### Новели
- Das Kloster bei Sendomir (1827)
- Der arme Spielmann (1847)

## Признание
- Улици на името на Франц Грилпарцер има във Виена, Грац, Линц, Залцбург, Инсбрук, Фрайбург, Мюнхен, Манхайм и Хамбург.
- Ликът на Грилпарцер е изписан върху 100-шилинговата банкнота от 1954 г.
- Австрийската поща издава четири пъти (1931, 1947, 1972 и 1991) специална пощенска марка с образа на Грилпарцер.
- В чест на писателя е учредена литературната награда „Франц Грилпарцер“.
- Астероид 30933 е наречен на името на Грилпарцер.

## Грилпарцер в България
През 1896 г. в България е преведена новелата на Франц Грилпарцер „Манастирът от Сендомир“ и тази първа среща с неговото творчество е причина с течение на времето Грилпарцер да стане един от най-популярните австрийски писатели и драматурзи в България.
Психологическите любовни трагедии на Грилпарцер „Сафо“ и „Вълните на морето и на любовта“ са публикувани през 1942 г. в превод на Димитър Стоевски.
През 1980 г. в сборника „Немски романтици“ е включена новелата на Франц Грилпарцер „Бедният музикант“.